# شومان ۴۰۰۳
سیارک ۴۰۰۳ (به انگلیسی: 4003 Schumann، نامگذاری:1964ED) چهار هزار و سومین سیارک کشف شده‌است که در ۸ مارس ۱۹۶۴ کشف شد.
قدر مطلق سیارک برابر ۱۰٫۸۰ است.